# Bolitophila occlusa
Bolitophila occlusa is een muggensoort uit de familie van de Bolitophilidae. De wetenschappelijke naam van de soort is voor het eerst geldig gepubliceerd in 1913 door Edwards.